# Saskie
Saskie je ženské křestní jméno nizozemského původu. Další variantou jména je Saskia. Je spojováno i s germánským etnickým jménem Sas. Podle českého kalendáře má svátek 7. listopadu.

## Domácké podoby
Saska, Sása, Sáša, Saša, Sasi, Sasinka, Sasina

## Známé Saskie
- Saskia Alusauluová (* 1994) – estonská rychlobruslařka
- Saskia Burešová (* 1946) – česká televizní hlasatelka a moderátorka Saskia
- Saskia Burmeister (* 1985) – australská herečka
- Saskia De Coster (* 1976) – belgická spisovatelka
- Saskia Eskenová (* 1961) – německá politička
- Saskia Noort (* 1967) – nizozemská spisovatelka, novinářka, publicistka a aktivistka
- Saskia Sassenová (* 1947) – nizozemsko-americká socioložka
- Saskia van Uylenburgh (1612–1642) – manželka Rembrandta van Rijna